# 고레우 밥 쿠스텐닌
고레우 밥 쿠스텐닌(웨일스어: Goreu fab Custennin)은 웨일스 신화의 영웅이다. 그의 할아버지는 아믈라우드 울레디그이고 아버지는 쿠스텐닌이다. 고레우는 중세 웨일스어로 된 〈쿨후흐와 올루엔〉의 중요 등장인물이며, 다른 중세 문헌에도 자주 등장한다.